# Walthamstow Central (métro de Londres)
Ne doit pas être confondu avec Gare de Walthamstow Central ou Gare de Walthamstow Queen's Road.
Walthamstow Central (en anglais : Walthamstow Central Underground Station), est une station, terminus nord de la Victoria line, en zone Travelcard 3. Elle est située sur la Hoe Street, à Walthamstow, dans le borough londonien de Waltham Forest.
Elle est en correspondance avec la gare de Walthamstow Central desservie par le réseau London Overground.

## Situation sur le réseau
Établie en souterrain, la station Walthamstow Central est le terminus nord de la Victoria line, après la station Blackhorse Road, en direction du terminus Brixton. 
Elle est en correspondance avec le réseau London Overground par la gare de Walthamstow Central située au-dessus en surface et partageant des accès communs. Est en zone Travelcard 3.

## Histoire
La station de métro alors dénommée Walthamstow (Hoe Street) est mise en service le 1er septembre 1968, lors de l'ouverture de la première section de la Victoria line dont elle est le terminus nord. Elle est établie à proximité de la gare de Walthamstow (Hoe Street), mise en service le 26 avril 1870. La station du métro et la gare sont renommées Walthamstow central le 6 mai 1968.

## Services aux voyageurs

### Accès et accueil
Située sur la Hoe Street, à Walthamstow, elle dispose de trois entrées, en commun avec la gare. Elle est équipée d'ascenseurs et d'escalators.

Entrées station et gare
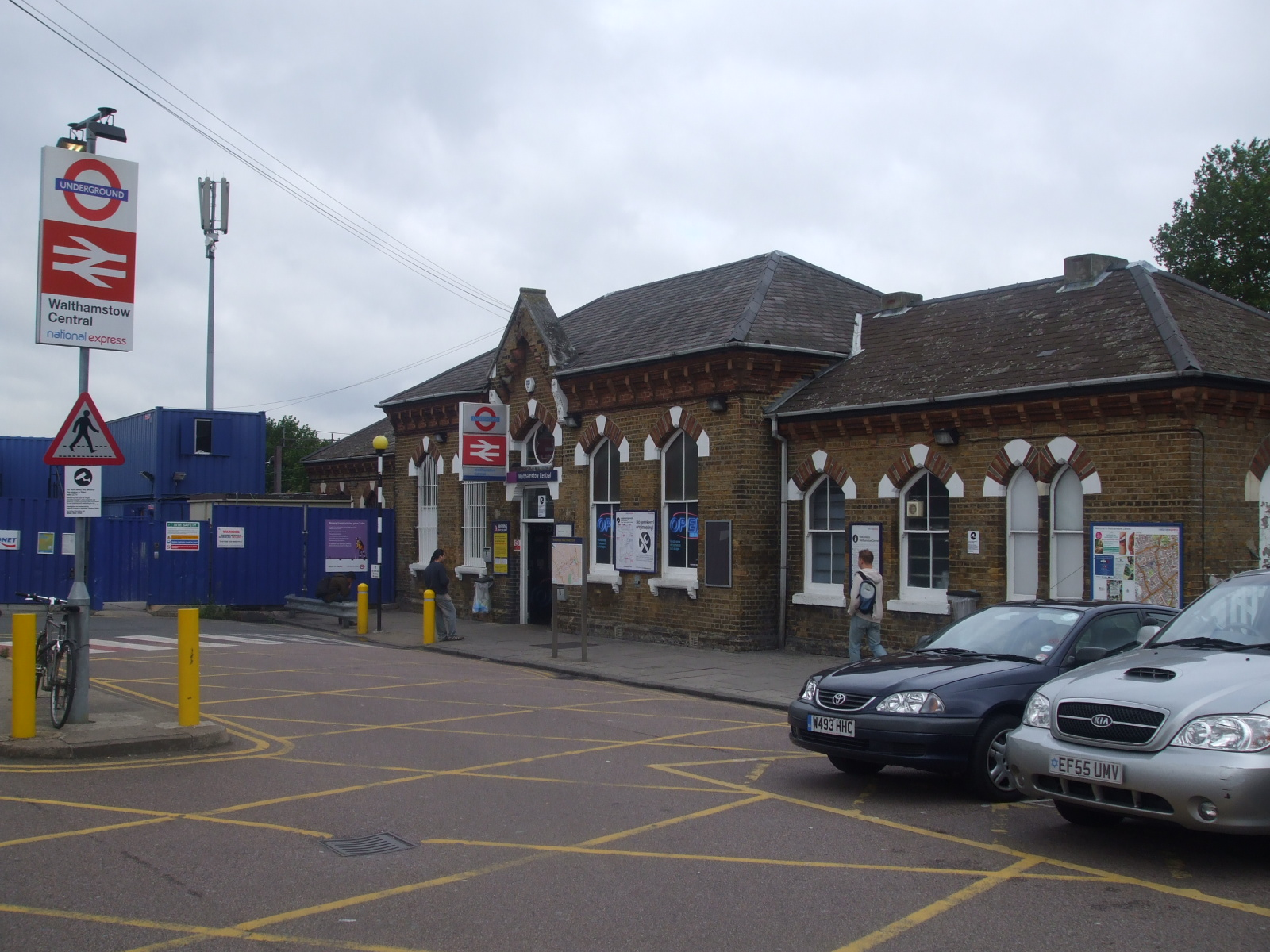
Accès principal gare.
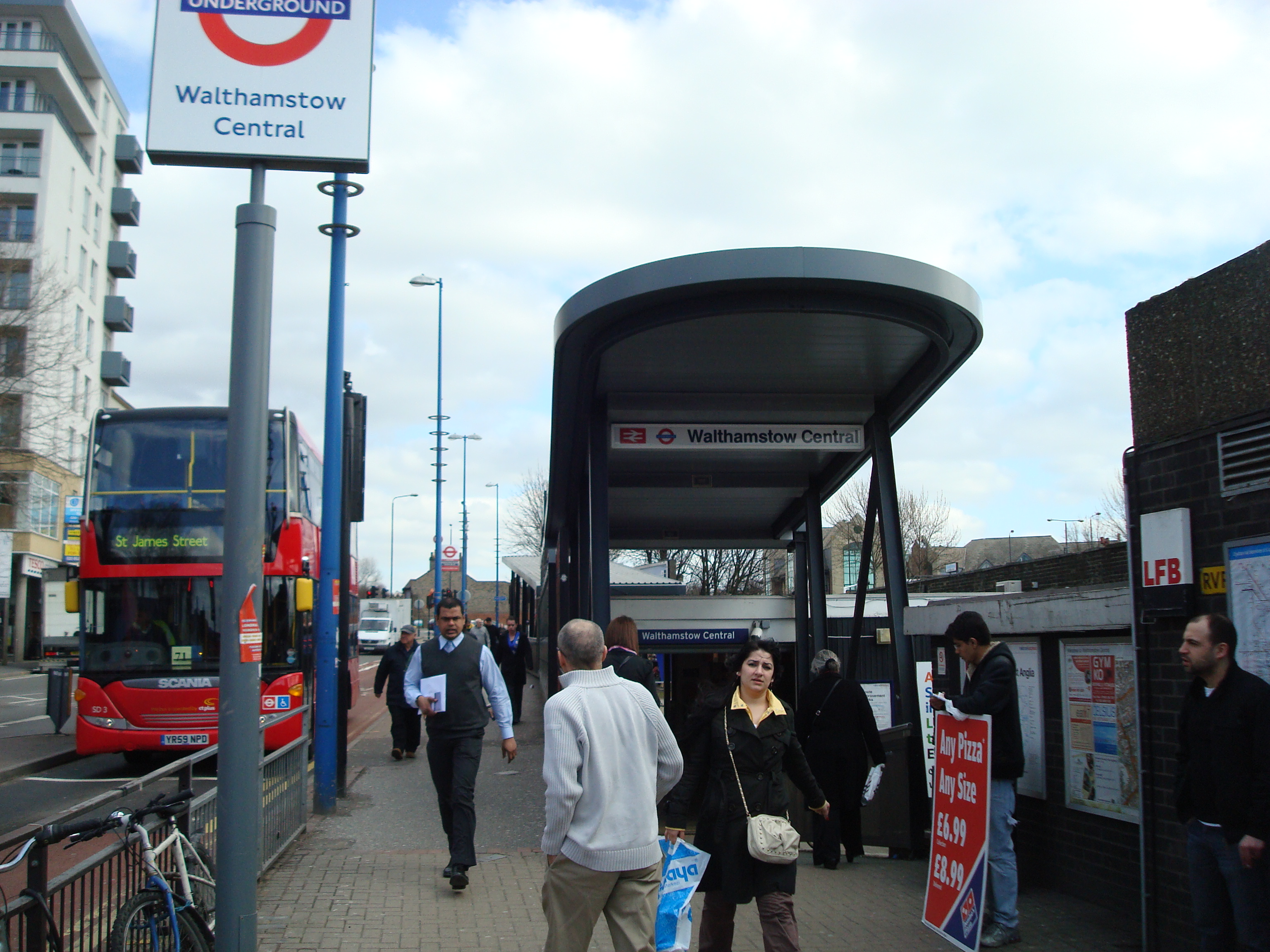
Accès secondaire.
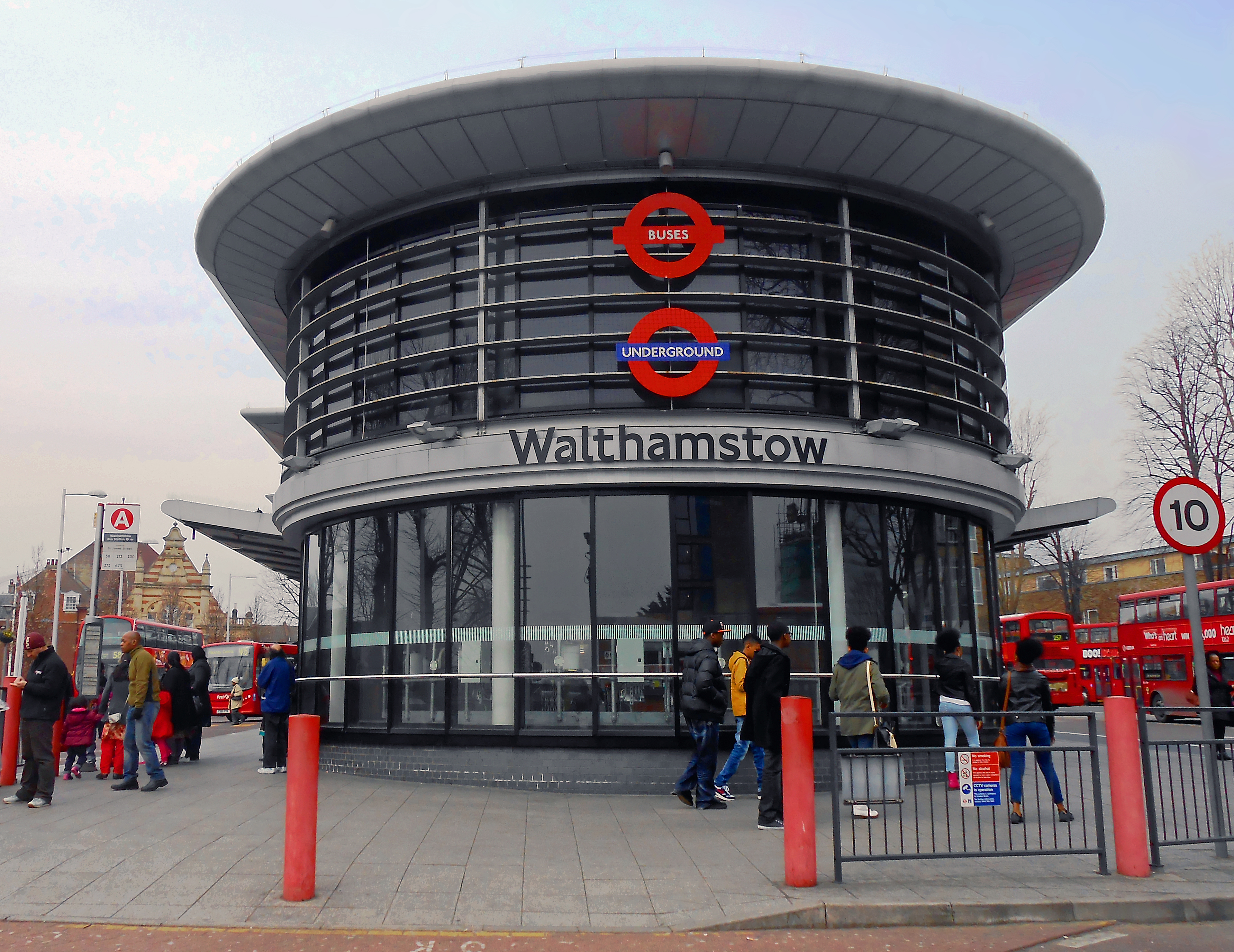
Accès principal station.

### Desserte
Aux heures de pointe, le service proposé est de 36 trains par heure. Un service de nuit fonctionne les vendredis et samedis.

Installations et desserte
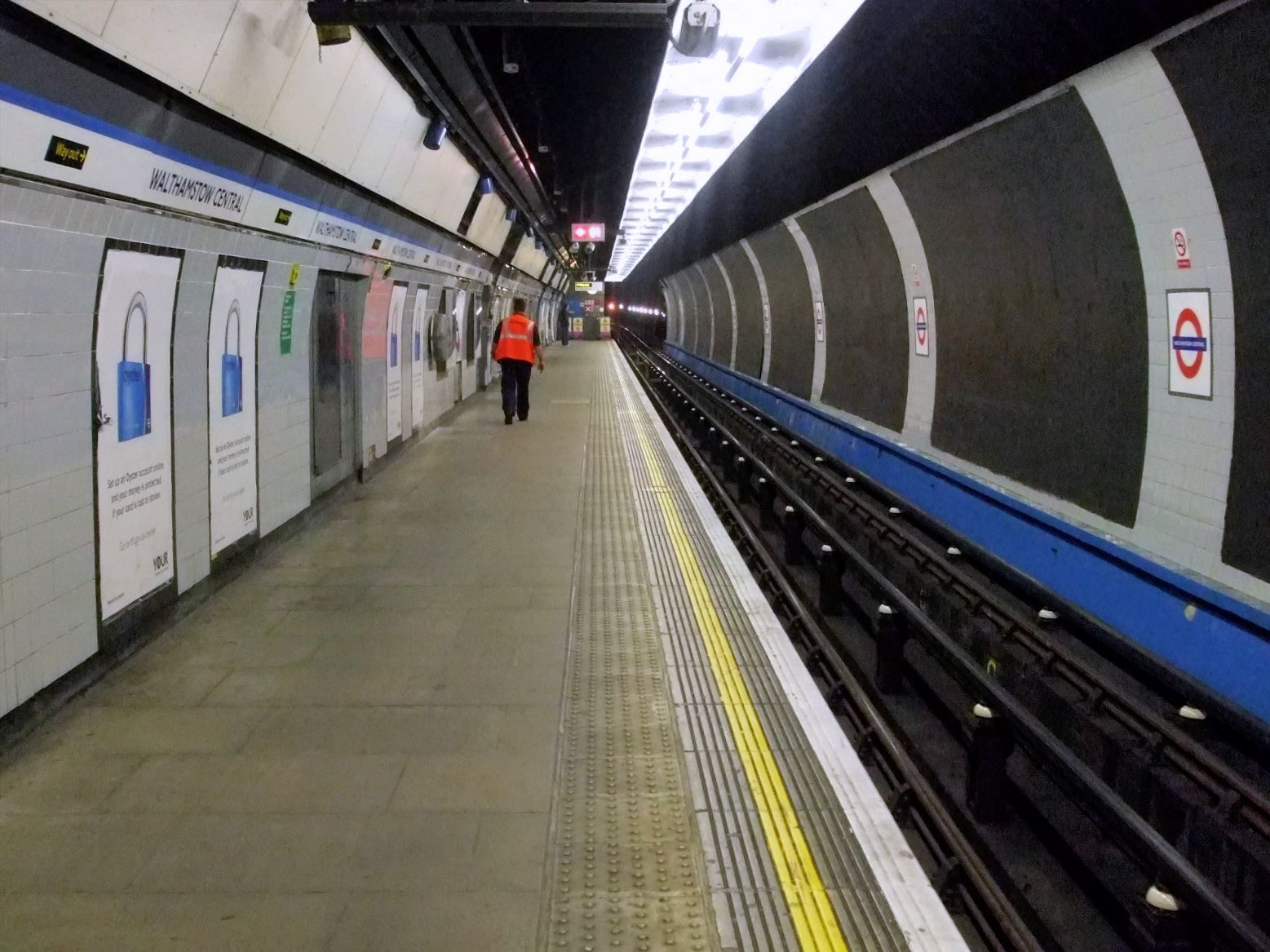
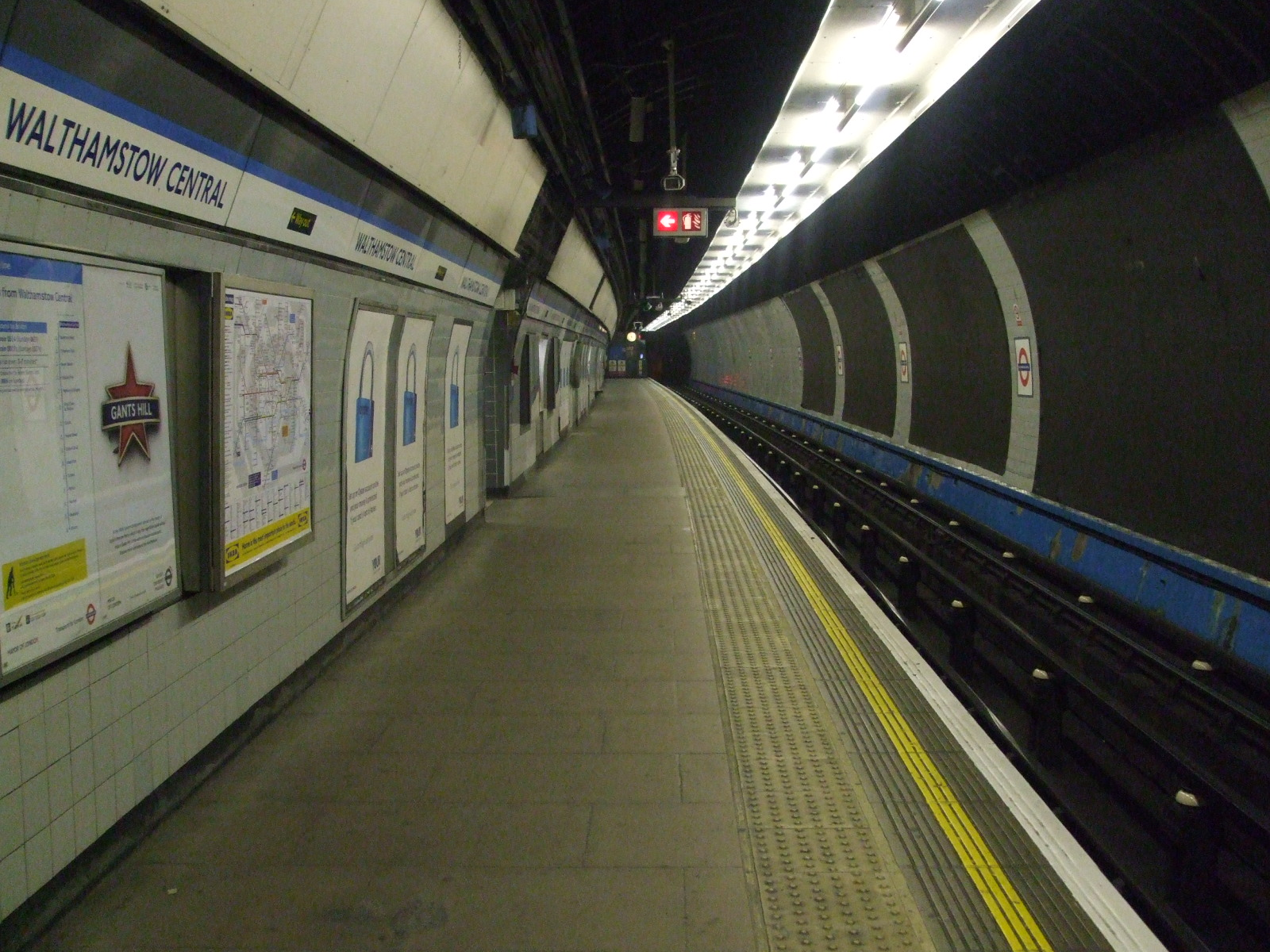
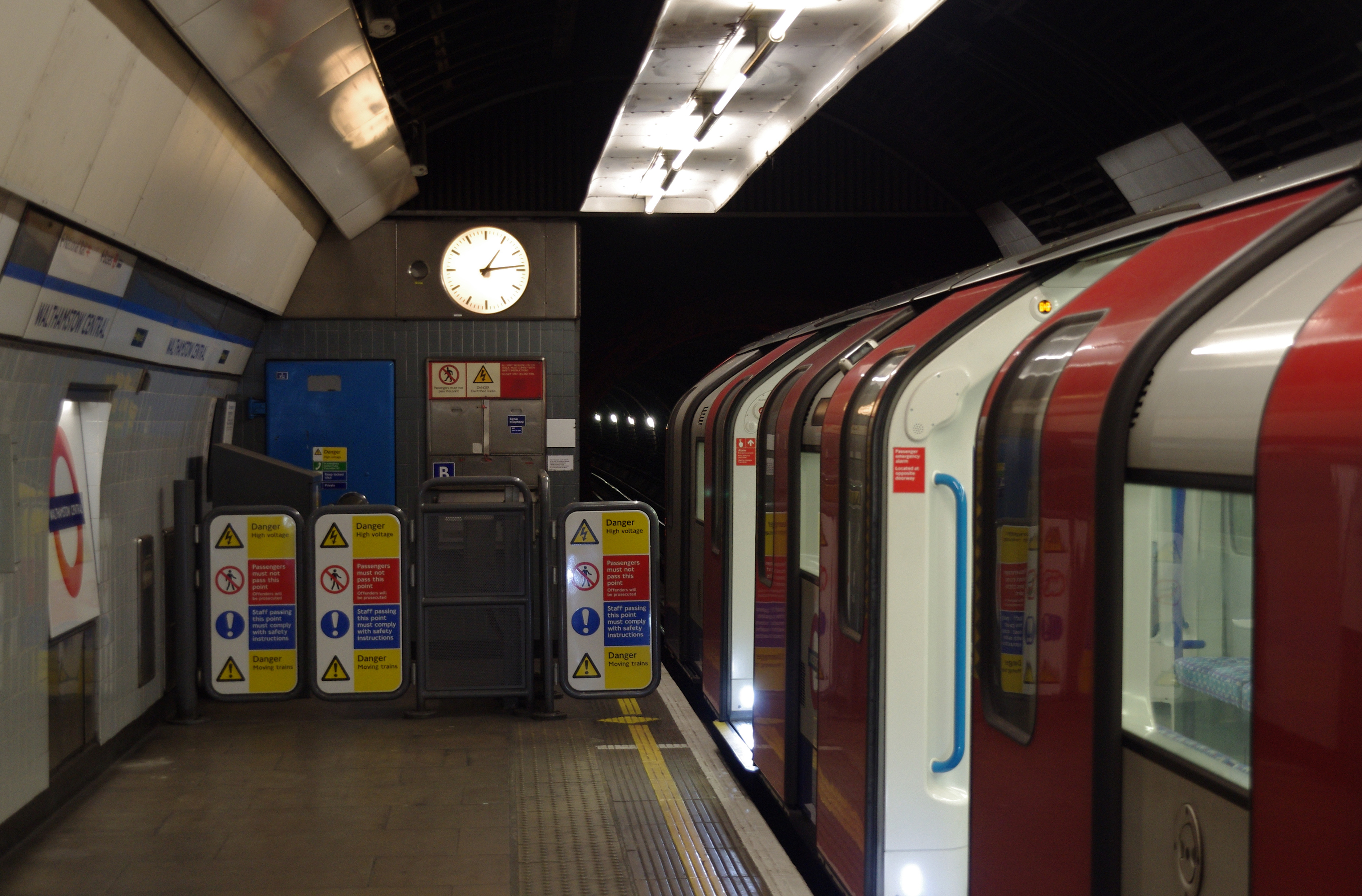

### Intermodalité
Correspondances : la gare de Walthamstow Central, située en surface, est desservie par des trains de banlieue du réseau London Overground.
Des stations de bus situées à proximité sont desservies par les lignes : 97, 212, 230, 275, 357, W12, W15 et W19.

## À proximité
- Gare de Walthamstow Central
- Walthamstow